# Zerlegen
Zerlegen ist eine Gruppe von Fertigungsverfahren, die der Hauptgruppe des Trennens zugeordnet ist. Es beschreibt das Zerlegen  von Teilen mit geometrisch definierter Form.

## Zerlegen nach DIN 8591
Zerlegen umfasst folgende Fertigungsverfahren:
1. Auseinandernehmen (Demontieren im engeren Sinne),
2. Entleeren,
3. Lösen kraftschlüssiger Verbindungen,
4. Zerlegen von durch Urformen gefügten Teilen,
5. Ablöten,
6. Lösen von Klebeverbindungen,
7. Zerlegen textiler Verbindungen.